# 제임스 딘 이야기
《제임스 딘 이야기》(The James Dean Story)는 미국에서 제작된 조지 W.  조지, 로버트 올트먼 감독의 1957년 다큐멘터리 영화이다. 마틴 게이벨 등이 주연으로 출연하였고 로버트 알트만 등이 제작에 참여하였다. 딘이 사망한지 2년 후 워너브라더스 픽처스에 의해 개봉되었다.

## 출연

### 주연
- 마틴 게이벨